# Amédée Renée
Pour les articles homonymes, voir Renée.
Amédée Renée né le 8 mai 1808 à Caen (Calvados) et mort le 9 novembre 1859 à Marseille (Bouches-du-Rhône) est un historien et homme de lettres français.

## Biographie
Né à Caen, il se consacre à des travaux historiques et à la politique. 
Élu en 1852 député du Calvados, il est chargé en 1857 de la rédaction en chef du Constitutionnel et du Pays.
Il termine l'Histoire des Français de Sismondi, et en fait paraître le XXXe volume. 
On lui doit, en outre, la traduction des lettres de Lord Chesterfield  (Lettres de Lord Chesterfield à son fils Philippe Stanhope, Paris, Jules Labitte, 1842, 2 vol in-12) ; et
- Les Nièces de Mazarin (1856) ;
- Madame de Montmorency (1858) ;
- La Grande italienne ou Mathilde de Toscane (1859) ;
- Louis XVI et sa cour ;
- Les Princes militaires de la maison de France.

En 1859 Amédée Renée devient membre fondateur de la Société civile immobilière des terrains de Beuzeval, assurant ainsi le lancement, par son influence politique et ses relations dans le monde des affaires, du projet de construction de la station balnéaire d'Houlgate, où il fit construire une des premières villas de la nouvelle ville.
Il est enterré dans le cimetière abandonné des 4 Nations à Caen.

## Sources
- « Amédée Renée », dans Adolphe Robert et Gaston Cougny, Dictionnaire des parlementaires français, Edgar Bourloton, 1889-1891 [détail de l’édition]
- Marie-Nicolas Bouillet  et Alexis Chassang (dir.), « Amédée Renée » dans Dictionnaire universel d’histoire et de géographie, 1878 (lire sur Wikisource)